# Unweaving the Rainbow
Unweaving the Rainbow è un concept album del 2003 dei Frameshift, ispirato alle opere del biologo evoluzionista Richard Dawkins. È l'album d'esordio del gruppo, con la voce di James LaBrie.

## Tracce
1. Above the Grass - Part I – 0:43
2. The Gene Machine – 5:32
3. Spiders – 4:13
4. River out of Eden – 5:40
5. Message from the Mountain – 9:57
6. Your Eyes – 2:56
7. La Mer – 5:55
8. Nice Guys Finish First – 5:43
9. Arms Races – 8:33
10. Origins and Miracles – 5:06
11. Off the Ground – 5:49
12. Walking Through Genetic Space – 4:07
13. Cultural Genetics – 4:23
14. Bats – 3:58
15. Above the Grass - Part II – 6:51